# Magnus Larsson (ämbetsman)
John Magnus Larsson, född 1967, är en svensk jurist och ämbetsman. Han var generaldirektör för Myndigheten för press, radio och tv 2010-2016 och sedan den 1 september 2016 är han generaldirektör för Myndigheten för tillgängliga medier. 1 september 2025 tillträder han tjänsten som överantikvarie vid Riksantikvarieämbetet.
Larsson har en jur.kand. från Uppsala universitet och har tidigare bland annat varit hovrättsassessor vid Svea hovrätt samt tingsfiskal vid Nacka tingsrätt. Han har även bakgrund från Kulturdepartementet där han tjänstgjort som rättssakkunnig, kansliråd och ämnesråd. Från 2009 var han direktör för Granskningsnämnden för radio och TV samt vikarierande generaldirektör för Radio- och TV-verket. Dessa myndigheter avvecklades 2010 när Myndigheten för radio och tv inrättades. I juni 2015 inordnades Presstödsnämnden i myndigheten som samtidigt bytte namn till Myndigheten för press, radio och tv.